# Helina crinitarsis
Helina crinitarsis är en tvåvingeart som beskrevs av Fritz Isidore van Emden 1951. Helina crinitarsis ingår i släktet Helina och familjen husflugor.
Artens utbredningsområde är Uganda. Inga underarter finns listade i Catalogue of Life.